# Primaire du New Hampshire

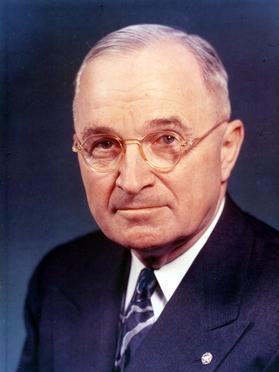
Harry Truman, vainqueur de la primaire du New Hampshire pour le camp démocrate en 1948.

La primaire du New Hampshire est la première élection primaire tenue aux États-Unis tous les quatre ans, dans le processus d'investiture des candidats républicain et démocrate à l'élection présidentielle, et la seconde élection après le caucus de l'Iowa. Tenue dans le petit État du New Hampshire, elle marque traditionnellement l'ouverture de la course à la présidence, même si ce statut tend récemment à être remis en question.
À l'origine, la primaire se déroulait en mars, mais sa date a été avancée à plusieurs reprises afin de conserver ce statut devant les primaires des autres États, lesquelles ont lieu de plus en plus tôt. En 2008, elle s'est déroulée le 8 janvier.
Depuis 1952, la primaire du New Hampshire est un test important pour les candidats à l'investiture républicaine et démocrate. Ceux qui réalisent de mauvais scores abandonnent en général, tandis que d'autres, moins connus mais gagnant plus de voix que prévu, peuvent devenir des concurrents sérieux, recevant une attention accrue de la part des médias et un budget de campagne nettement plus important qu'à l'origine.
La primaire n'est pas fermée : les personnes qui ne sont inscrites dans aucun parti peuvent participer à la primaire de chacun. En revanche, elle n'est pas complètement ouverte, puisque les électeurs inscrits comme républicains ou démocrates ne peuvent voter dans la primaire de l'autre parti.
C'est dans la petite localité de Dixville Notch que sont traditionnellement annoncés les premiers résultats de la primaire (ainsi que de l'élection présidentielle) : celle-ci profite d'une loi indiquant que le scrutin peut être clos si tous les inscrits (huit électeurs dans ce village) se sont prononcés, ce qu'ils font traditionnellement à minuit le matin du vote.

## Importance
Depuis 1977, la législation du New Hampshire stipule que sa primaire doit être la première de la nation (une tradition qui remonte à 1920). Les autres États tendant à réaliser leur primaire de plus en plus tôt, sa date a été avancée plusieurs fois : entre 1952 et 1968, elle se déroulait le deuxième mardi de mars ; en 1972, le premier mardi de mars ; entre 1976 et 1984, le quatrième mardi de février ; entre 1988 et 1996, le troisième mardi de février ; en 2000, le premier mardi de février ; en 2004, le quatrième mardi de janvier. En 2008, elle se produira le deuxième mardi de janvier, le 8 janvier.
Avant les années 1970, lorsque le caucus de l'Iowa (moins significatif pour les candidats) ne recevait pas autant d'attention qu'actuellement, la primaire du New Hampshire était la première indication sérieuse pour savoir quel candidat allait recevoir l'investiture de son parti. Depuis, elle reste un sondage précoce de la tendance nationale envers chacun des candidats. À la différence d'un caucus, une primaire prend en compte le nombre de votes reçu directement par chacun des candidats, plutôt que par l'intermédiaire de délégués et est un indicateur plus adéquat du vote populaire.

## Histoire
Le New Hampshire a tenu une primaire présidentielle depuis 1916, mais son importance actuelle s'est précisée en 1952, lorsque Dwight Eisenhower démontra son attrait électoral plus large que Robert Taft, pourtant favori pour l'investiture républicaine, et Estes Kefauver défit le président sortant démocrate Harry S. Truman, le conduisant à abandonner sa campagne pour un nouveau mandat.
En 1968, le président sortant démocrate Lyndon Johnson n'obtint que 49 % des voix, devant Eugene McCarthy qui en reçut 42 %. Johnson gagna au bout du compte moins de délégués que McCarthy et se retira ensuite de la course à l'investiture.
Avant 1992, le candidat élu président avait systématiquement remporté la primaire ; Bill Clinton en 1992 et George W. Bush en 2000 ne reproduisirent pas ce schéma, terminant la primaire du New Hampshire en deuxième position. Plus généralement, le gagnant de la primaire du New Hampshire n'a pas toujours remporté l'investiture de son parti, comme les républicains John McCain et 2000 et Pat Buchanan et 1996 et les démocrates Estes Kefauver en 1952 et 1956 et Paul Tsongas en 1992.

## Résultats
Note : le vainqueur de chaque primaire est indiqué en premier et les autres candidats sont mentionnés entre parenthèses ; le candidat ayant finalement gagné l'investiture de son parti est indiqué en gras.

### Démocrates
- 23 janvier 2024 : Joe Biden, (Dean Phillips, Marianne Williamson)
- 11 février 2020 : Bernie Sanders (Pete Buttigieg, Amy Klobuchar, Elizabeth Warren, Joe Biden, Tom Steyer, Tulsi Gabbard, Andrew Yang)
- 9 février 2016 : Bernie Sanders (Hillary Clinton)
- 10 janvier 2012 : Barack Obama (sans opposition notable)
- 8 janvier 2008 : Hillary Clinton (Barack Obama, John Edwards, Bill Richardson, Dennis Kucinich, Mike Gravel)
- 27 janvier 2004 : John Kerry (Howard Dean, Wesley Clark, John Edwards, Joe Lieberman, Dennis Kucinich, Al Sharpton)
- 1er février 2000 : Al Gore (sans opposition notable)
- 20 février 1996 : Bill Clinton (sans opposition notable)
- 18 février 1992 : Paul Tsongas (Bill Clinton, Bob Kerrey, Tom Harkin, Jerry Brown, Larry Agran)
- 16 février 1988 : Michael Dukakis (Dick Gephardt, Paul Simon, Jesse Jackson, Al Gore)
- 28 février 1984 : Gary Hart (Walter Mondale, John Glenn, Jesse Jackson, George McGovern)
- 26 février 1980 : Jimmy Carter (Edward Kennedy, Jerry Brown)
- 24 février 1976 : Jimmy Carter (Mo Udall, Birch Bayh, Fred R. Harris, Sargent Shriver)
- 7 mars 1972 : Edmund Muskie (George McGovern, Samuel William Yorty)
- 12 mars 1968 : Lyndon B. Johnson (Eugene McCarthy)
- 10 mars 1964 : Lyndon B. Johnson (sans opposition notable)
- 8 mars 1960 : John F. Kennedy (Paul C. Fisher)
- 13 mars 1956 : Estes Kefauver (Adlai Stevenson)
- 11 mars 1952 : Estes Kefauver (Harry Truman)
- 9 mars 1948 : Harry Truman (sans opposition notable)
- 14 mars 1944 : Franklin Roosevelt (sans opposition notable)
- 12 mars 1940 : Franklin Roosevelt (sans opposition notable)
- 10 mars 1936 : Franklin Roosevelt (sans opposition notable)
- 8 mars 1932 : Franklin Roosevelt (Al Smith)
- 6 mars 1928 : Al Smith (James Reed)
- 12 mars 1924 : William Gibbs McAdoo (James Cox, Henry Ford)
- 9 mars 1920 : William Gibbs McAdoo (James Cox, Mitchell Palmer)
- 7 mars 1916 : Woodrow Wilson (sans opposition notable)

### Républicains
- 23 janvier 2024 : Donald Trump (Nikki Haley)
- 11 février 2020 : Donald Trump (William Weld)
- 9 février 2016 : Donald Trump (John Kasich, Ted Cruz, Jeb Bush, Marco Rubio)
- 8 janvier 2008 : John McCain (Mitt Romney, Mike Huckabee, Rudy Giuliani,   Ron Paul)
- 27 janvier 2004 : George W. Bush (sans opposition notable)
- 1er février 2000 : John McCain (George W. Bush, Steve Forbes, Alan Keyes, Gary Bauer)
- 20 février 1996 : Pat Buchanan (Bob Dole, Lamar Alexander, Steve Forbes, Dick Lugar, Alan Keyes)
- 18 février 1992 : George H. W. Bush (Pat Buchanan)
- 16 février 1988 : George H. W. Bush (Bob Dole, Jack Kemp, Pierre S. du Pont, Pat Robertson)
- 28 février 1984 : Ronald Reagan (sans opposition notable)
- 26 février 1980 : Ronald Reagan (George H. W. Bush, Howard Baker, John B. Anderson, Phil Crane)
- 24 février 1976 : Gerald Ford (Ronald Reagan)
- 7 mars 1972 : Richard Nixon (Pete McCloskey, John M. Ashbrook)
- 12 mars 1968 : Richard M. Nixon (George W. Romney)
- 10 mars 1964 : Henry Cabot Lodge, Jr. (Barry Goldwater, Nelson Rockefeller, Richard Nixon)
- 8 mars 1960 : Richard Nixon (sans opposition notable)
- 13 mars 1956 : Dwight D. Eisenhower (sans opposition notable)
- 11 mars 1952 : Dwight D. Eisenhower (Robert Taft, Harold Stassen)
- 9 mars 1948 : Harold Stassen (Thomas Dewey)
- 14 mars 1944 : Vote blanc (Thomas Dewey, Robert Taft)
- 12 mars 1940 : Vote blanc (Thomas Dewey, Robert Taft)
- 10 mars 1936 : Frank Knox (Alfred Landon)
- 8 mars 1932 : Herbert Hoover (Joseph France)
- 6 mars 1928 : Herbert Hoover (Frank Lowden)
- 12 mars 1924 : Calvin Coolidge (sans opposition notable)
- 9 mars 1920 : Leonard Wood (Hiram Johnson)
- 14 mars 1916 : Vote blanc (Martin Brumbaugh, Albert Cummins, Charles Fairbanks)